# Булоњска шума
Булоњска шума (фр. Bois de Boulogne) налази се у XVI арондисману у Паризу. Налази се на месту где река Сена прави кривину.
Покривајући површину од приближно 846 хектара западно од Париза, Булоњска шума чини „плућа“ главног града Француске. Два и по пута већа од Сентрал парка у Њујорку, и 3,3 пута већа од Хајд парка у Лондону, налази се на месту некадашње шуме Рувре; у самом срцу, смештен је парк Багател.
Северни део шуме заузима зоолошки врт, атрактиван парк чувен по својој колекцији животиња. Југоисточно од шуме, посетиоци могу видети стаклене баште Отеја.
Булоњска шума је позната и по присуству проститутки и транссексуалаца, нарочито ноћу.

## Историја
„Булоњска шума“ је све што је преостало од некадашње храстове шуме Рувре која се први пут помиње 717, у Повељи о Компијењу. Хилдерик II дао је земљиште на коришћење моћном опату од Сен Денија, који је саградио значајан број манастира. Филип Август је откупио највећи део шуме од монахâ из Сен Денија да би основао ловиште на краљевском земљишту. Године 1256. Изабела од Француске (1225—1270), сестра Луја IX Светог, установила је Опатију Лонгшам. Булоњска шума је названа по граду Булоњ сир Мер, у коме је Филип IV Лепи обавио ходочашће.
Током Стогодишњег рата, шума је постала скровиште за разбојнике; 1416—1417. трупе војводе од Бургоње спалиле су један део шуме. Под Лујем XI, место је пошумљено, и започета је изградња два пута.
Након што је Франсоа I саградио Мадридски дворац (подигнут 1526), Булоњска шума је постала место за светковине. Под Анријем II и Анријем III, ловиште је ограђено зидом са осам врата. Анри IV засадио је 15.000 дудова, у нади да ће зачети локалну индустрију свиле. Његова жена, Маргарита од Валоа, након што ју је оставио, повукла се у дворац Château de la Muette, у шуму.
Новембра 1783. Пилатр де Розје и маркиз Д'Арланд извели су први лет балоном на топао ваздух, који су конструисали браћа Монголфје, и то од подручја где се налази дворац Château de la Muette.
Булоњска шума претворена је у парк под Наполеоном III, 1852. У прво време, радови су били поверени архитекти Жаку Иторфу, као и стручњаку за нацрте паркова Вареу (осмишљавање стаза и вештачких водених површина). Када је требало налити воду, показало се да је одређена језера немогуће напунити јер су направљена на низбрдици.
Барон Осман на место смењеног Жака Иторфа поставља инжењера Жан-Шарла Анфалда и пејзажисту Жан-Пјера Барије-Дешама (који је разрешио проблем направивши водопаде, што је у то време одговарало стилу „енглеског врта“). Између 1855. и 1858. саграђен је хиподром Лонгшам на истоименој пољани.
Булоњска шума званично је припојена Граду Паризу 1929, поставши део 16. арондисмана. Не убраја се, међутим, у Париз у ужем смислу, будући да није насељена. 
- Парк Багател
- Ружичњак у парку Багател
- Стакленици, Отеј
- Чамци на језеру Булоњске шуме
- Велики слап
- Споменик подигнут у знак сећања на први људски лет балоном